# 31º reggimento fanteria leggera
Il 31º Reggimento di Fanteria Leggera della Grande Armée fu un reggimento reclutato in prevalenza fra Piemonte e Liguria che operò in diverse campagne fra la Polonia e il Portogallo. Creato nel 1799 fu sciolto il 12 maggio 1814. È comunque degno di nota che, a differenza degli altri reggimenti con reclutamento in Italia il 31º Reggimento di Fanteria leggera ebbe un numero molto limitato di disertori.

## Le origini
L'origine del reggimento si ebbe nel 1799 dalla Legione Valdese (Chasseurs Vadois), reclutata nelle zone della Valle di San Martino, comandata dal capobrigata Marauda ex tenente colonnello dell'esercito sardo. Il 27 luglio 1800 fu costituito il reggimento "Chasseurs Piémontais" su due battaglioni, ma, considerando che era lo stesso nome di una formazione monarchica, ciò portò alle dimissioni di Marauda, che si ritirò a vita civile. Al posto di Maraud fu nominato capobrigata Louis Auguste L'Ecuyer. Un battaglione della brigata entrò in linea alla ripresa della guerra con 626 uomini, inquadrato nella 43e brigade francese, comandata dal brigadiere Leonardo Colli Ricci di Felizzano, la brigata faceva parte del corpo di centro (Generale Suchet). La brigata Colli, circondata il 19 dicembre 1800 a Ceresara da 5 battaglioni e 2 squadroni austriaci, li attese a piè fermo e li respinse fino Vasto, costringendoli a ripassare il Mincio. Mandata in rinforzo alla testa di ponte oltre il fiume, la brigata fu incaricata di riprendere Pozzolo, che conquistò con un attacco frontale alla baionetta, supportato da un aggiramento sulla destra, effettuato dai piemontesi.

## La 31° Mezza Brigata leggera
Il 26 agosto 1801 la mezza brigata (demi-brigade) fu incorporata nell'esercito francese con la denominazione di 31e demi-brigade "La Piemontaise". Essendo stato incarcerato per malversazioni L'Ecuyer, il suo posto fu preso prima da Teodoro Fornaris e successivamente da Louis Joseph Méjean, quando la mezza brigata fu trasferita in Francia. Le condizioni erano assolutamente insufficienti: 502 fucili in cattive condizioni, 268 baionette e 118 sciabole, senza un equipaggiamento valutabile, con compagnie di forza compresa fra 38 e 73 uomini, l'addestramento pratico dei quadri era cattivo e quello teorico inesistente. Le bandiere furono consegnate al 31° solo 14 luglio 1802, dopo il plebiscito che trasformò Napoleone in primo console a vita.
Dopo la consegna della bandiera la 31° mezza brigata prese quartiere a Givet, al confine col Belgio, nell'aprile 1803 la 31° incorporò un battaglione del disciolto 112° cioè il II/112°. A seguito della rottura della pace di Amiens il 1º giugno 1803 la 31° fu destinata a Rouen, dove fu aggregata alla 15e Division Militaire. La mezza brigata ebbe il battesimo del fuoco il 14 settembre 1803, quando navi inglesi bombardarono Dieppe.

## Il 31º reggimento fanteria leggera
La mezza-brigata divenne 31º Reggimento fanteria leggera prima del dicembre 1803, come reggimento organizzò le compagnie di carabinieri, cacciatori e volteggiatori.
In occasione della costituzione della Grande Armée un battaglione scelto del 31º reggimento fu inquadrato nell'Armée stessa e inviato in Austria. Questo battaglione partì da Surques il 26 agosto 1805 e fu inquadrato nella 15° Division comandata da Oudinot, facente parte del V Corpo sotto il comando di Lannes. La divisione Oudinot l'8 ottobre 1805 entrò in azione a Wertingen contro gli austriaci e, supportata dalla cavalleria di Murat, sconfisse una divisione di granatieri; fu in tale occasione che il battaglione del 31° ebbe il battesimo del fuoco. Il battaglione del 31° successivamente sostenne un combattimento a Wullenstetten l'11 ottobre contro dragoni austriaci e il 16 ottobre a Hollabrunn, dove la divisione Oudinot prese 1200 prigionieri. Il giorno 17 novembre, Oudinot, ferito, lasciò il comando della divisione a Duroc. Ad Austerlitz la 15ª divisione salì sull'altipiano di Pratzen solo per sostenere il IV Corpo (Soult), senza partecipare direttamente ai combattimenti. Successivamente il battaglione si trasferì a Saint Blaise, nel principato di Neuchâtel, il 25 maggio 1806 il battaglione rientrò al reggimento, in seguito allo scioglimento della 15ª Divisione, nel maggio 1806 il reggimento era stato trasferito in Vandea, e a fine giugno il battaglione si riunì al resto del reggimento.
Il 15 febbraio 1808 un distaccamento del 31º fanteria leggera fu mandato in Senegal (a Saint-Luois-du-Sénegal) per rinforzare la guarnigione locale, sbarcando in maggio, dove rimase finché una forza inglese non attaccò Saint-Louis il 7 luglio 1809. Il 13 luglio la guarnigione si arrese, e i regolari (fra cui il distaccamento del 31°) furono rimpatriati e sbarcarono a Vannes il 31 dicembre dello stesso anno.

### Il 31° nella Grande Armée
Il reggimento fu reinquadrato nella Grande Armée e precisamente nel VI Corpo (Ney) all'inizio del 1807. Il 31° prese campo a Guttstadt (sul fiume Alle, a circa 96 km da Königsberg) nella Prussia Orientale. Nel corso dell'inverno avvennero un certo numero di diserzioni, stimolate da ufficiali sabaudi al servizio dello zar, che promettevano ai soldati, una volta passati ai russi, di operare sotto ufficiali piemontesi ed eventualmente di avere terre da coltivare in Russia. Il 10 maggio 1807, nel corso di un tentativo di approvvigionamento in prossimità del nemico, un'unità del 31° è attaccata da cosacchi e fanteria russa, ma si ritira in buon ordine Il 5 giugno il 31° fu costretto a retrocedere fino a Eingerode (a circa 8 km da Guttstadt), lasciando in mano ai russi diversi prigionieri, i bagagli e la cassa reggimentale, il mattino del 6 giugno fu rinnovato l'attacco al VI Corpo, che fu costretto ad arretrare fino al Passarge, e al villaggio di Deppen, dove si combatté duramente e il II/31° lo tenne per cinque ore. L'8 giugno i voltigeurs del reggimento occuparono un castelletto all'estremità del ponte di Deppen, che fu tenuto fino al giorno successivo, quando i russi si ritirarono inseguiti da mezza Grande Armée, con il 31° all'avanguardia che formò più volte i quadrati, in cui si rifugiò anche la cavalleria di Murat, che pubblicamente elogiò il reggimento.
Il 14 giugno il 31° guidò l'assalto alla cittadina di Friedland contro la Guardia Imperiale russa, che, dopo una strenua resistenza, fu costretta alla fuga e trucidata per le strade del paese. I russi persero circa cento pezzi d'artiglieria e un numero elevato di cassoni per le munizioni. Dopo la battaglia e l'inseguimento dei russi, il 31° fu schierato sulla linea di demarcazione, cioè sul Niemen. Lo schieramento fu lasciato il 20 luglio per tornare verso la Francia, dove giunse il 2 settembre 1808, in dicembre, a Herrnstadt, furono consegnate le decorazioni ai componenti del reggimento e la nomina a barone per il comandante Méjan.

### Il 31° nell'Armée du Portugal e nell'Armata di Spagna
Dopo la pace di Tilsit il III/31° (che era rimasto in Francia, a La Roche-sur-Yon, all'epoca Napoléon), fu inviato a Lagor e assegnato al Corpo di osservazione della Gironda comandato da Junot, accorpato col II/32º fanteria leggera, di reclutamento ligure, nel 3º reggimento provvisorio leggero al comando del colonnello Dulong, e, con la Légion du Midi era inquadrato nella 1ª brigata e nella 3ª divisione, comandata da Travot.
Il 18 ottobre 1807 il Corpo d'osservazione entrò in Spagna e il 12 novembre mosse da Salamanca, superando il giorno stesso la frontiera portoghese, arrivando il 30 novembre a Lisbona, occupata inizialmente senza resistenza, il 15 e 16 dicembre la popolazione insorse, ma fu sconfitta dai soldati del corpo d'osservazione, che il giorno di Natale del 1807 assunse la denominazione di Armée du Portugal. Il 3º Reggimento provvisorio leggero mosse dalle sue basi solo il 22 ottobre 1807 verso Lisbona, che raggiunse solo il 5 dicembre.
A seguito di una rivista del 24 febbraio 1808 il 31° fu riordinato su 5 battaglioni, tre in Slesia, uno in Portogallo e uno di deposito in Vandea. Il 30 settembre 1808, in seguito alla convenzione di Sintra, il battaglione in Portogallo si imbarcava sulle navi inglesi per rientrare in Francia. Il battaglione a Bayonne (dove, ad agosto, era stato trasferito il deposito del 31°) si riunì il 31 ottobre agli altri tre battaglioni da guerra del reggimento, rientrati dalla Polonia al comando di Méjan.
Il reggimento, entrato in Spagna il 3 novembre 1808 fu assegnato alla 2ª Divisione (al comando del generale Mermet), inquadrata nel VI Corpo, passata successivamente (21 novembre) nel II Corpo, comandato da Soult). , tuttavia il 31° iniziò l'inseguimento delle truppe spagnole al comando di Moore, fino al 14 dicembre, quando alla sinistra dello schieramento francese, si preparò al combattimento. Fra il 7 e il 9 gennaio, nei pressi di La Coruña, il reggimento rimase bloccato all'inseguimento della colonna inglese, che offrì battaglia non accettata dal VI corpo. Il 15 gennaio i volteggiatori del 31° fecero ripiegare gli inglesi sulla linea retrostante. Il [6 gennaio Moore schierò i suoi uomini davanti a La Coruña, e il 31° nell'attacco generale, attaccò il villaggio di Eviña, che era il perno della difesa inglese, il villaggio era tenuto da tre battaglioni inglesi il 31°, su due colonne, e appoggiato dall'artiglieria scese e risalì un vallone che lo separava dal villaggio e successivamente attaccò gli inglesi alla baionetta, riuscendo a respingerli, ma venne a sua volta ricacciato dagli scozzesi, mentre cercava riparo dietro a un muretto a secco. Analogamente la colonna di sinistra del 31° fu attaccata dal 50th e respinta, ma, nell'inseguimento oltre l'abitato del villaggio, il comandante (Napier, futuro storico della campagna Peninsulare) fu ferito all'anca e catturato. Nonostante le perdite il 31° effettuò un secondo attacco e alle tre e mezzo riprese il villaggio, ma fu nuovamente fermato dagli scozzesi e da un battaglione del 1st Foot Guards, fu in tale occasione che venne ucciso il generale Moore. Nel corso della giornata Elviña fu persa e riconquistata varie volte, e a sera i contendenti erano praticamente sulle stesse posizioni del mattino. Nei tre giorni successivi gli inglesi riuscirono a reimbarcarsi.

#### In Portogallo
Il 22 gennaio 1809 il 31° si attestò in prossimità dei bastioni di Ferrol, sotto tiro delle artiglierie della piazza, e il 24 respinse un tentativo di sortita dei difensori, il 27 la città si arrese, e il 1º febbraio il II Corpo mosse verso il Portogallo, con il 31° all'avanguardia, arrivando l'11 alla frontiera con tale stato. Il 24 iniziò l'attraversamento del Minho, che segnava la frontiera con la Spagna, a Barca-Barbantès. Il 20 marzo il II Corpo, attaccava le forze portoghesi davanti a Braga, con il 31° che riusciva ad entrare in città, insieme ai dragoni della cavalleria, impossessandosi dei bagagli, dell'artiglieria e soprattutto di molte bandiere dei difensori. Il 26 marzo si schierò davanti a Porto, rinforzata dagli ingegneri inglesi con ben 40 ridotte. Alle 7 del mattino del 29 marzo i reggimenti mossero verso la città, il combattimento durò fino al pomeriggio, dato che i difensori della città si fecero uccidere sul posto e le ridotte furono tutte conquistate all'arma bianca. I morti portoghesi furono circa diecimila, anche a causa del crollo di un ponte sul Douro, contro solo 80 morti fra i francesi. Il 31° era stato alla testa della divisione Mermet nella conquista delle ridotte sul monte Pedral e era stato il primo reggimento a raggiungere il ponte sul Douro crollato sotto il peso della folla che cercava di fuggire. Il ponte fu ripristinato quasi immediatamente, e la Divisione Mermet respinse i resti dell'esercito portoghese dalla riva sinistra. Contrariamente alle aspettative la presa di Porto non migliorò la situazione dei francesi, dato che, nello stesso periodo Vigo e Chaves si erano arrese agli insorti e Tuy aveva dovuto essere evacuata.
L'11 maggio 1809, a Grijó (10 chilometri a sud di Porto), il 31° fu attaccato frontalmente dalla divisione inglese Paget, mentre Hill cercava di aggirarlo da est. La resistenza dei volteggiatori del 31° costrinse Wellesley ad inviare 2 battaglioni della King's German Legion e il 16° portoghese ad aggirare le posizioni del 31°, i primi due alla sua sinistra e il terzo sulla destra, mentre il 20th light dragoons rinnovò gli attacchi sul centro, fino al cedimento e alla fuga del 31°. Quando venne la notte la Divisione Mermet si riordinò lontano dal nemico e, nel corso della notte, fece saltare il ponte sul Douro e si attestò a nord di Porto, ma Wellesley attraversò rapidamente il Douro ed entrò a Porto, prendendo di sorpresa i francesi. Soult, a questo punto, non poté fare altro che ritirarsi verso l'Estremadura, ma la notizia della caduta di Amarante mandò in pezzi il morale del VI Corpo, che temeva di essere preso e circondato da Wellesley (da Porto) e Beresford (da Amarante), quindi restava aperta solo la ritirata attraverso sentieri di montagna. Il VI Corpo distrusse tutto quello che non poteva viaggiare velocemente (carriaggi, cannoni, il tesoro reggimentale), il 14 maggio il VI Corpo bivaccò 12 chilometri a NO di Braga, dove il giorno successivo entrò Wellesley, mentre Beresford dirigeva su Chaves e i portoghesi puntavano su Montalegre. Il Ponte Nuovo sul torrente Saltadour era stato tagliato dai portoghesi lasciando solo le travi laterali, il maggiore Dulong de Rosnay del 31° nella notte del 15 guidò un centinaio di fanti leggeri all'attraversamento aggrappati alle travi laterali, sorprendendo i miliziani portoghesi e costringendoli alla fuga. Riparato il ponte alla meglio il giorno successivo tutto il II Corpo lo attraversò, all'una del pomeriggio arrivarono da Braga i dragoni leggeri e la retroguardia dovette chiudersi a Salamonde, a sera Beresford entrava a Chaves. Nel frattempo i portoghesi si erano radunati per bloccare il "Ponte del Diavolo" sul Rio Misarela, affluente del Cávado, il ponte, per l'opposizione degli abitanti locali, non era stato distrutto ma solo bloccato con la distruzione dei parapetti e un'abbattuta. I portoghesi si appostarono sulla ripida rampa che portava al paese di Vila de Ponte. Il mattino del 17 maggio i volteggiatori della Garde de Paris tentarono di forzare il passaggio, ma senza risultato, successivamente due battaglioni del 15° e 32º fanteria leggera, sotto il comando del maggiore Dulong (31°) riuscirono a forzare il passaggio. Quasi contemporaneamente Wellesley attaccava la retroguardia francese a Salamonde, costringendola ritirarsi, ma permettendo a Soult di raggiungere il confine spagnolo il 19 maggio, al confine i portoghesi tornarono indietro a Montalegre. In Spagna i reggimenti del II Corpo furono contratti su due battaglioni, il 1º giugno Méjan cedette il comando a Dulong e rientrò al deposito del 31°. Contemporaneamente il II Corpo si trasferiva a Monforte de Lemos e il 24 entrò a Puebla de Sanabria, dove trovò abbondanti magazzini abbandonati dal nemico.

#### In Spagna
Il 12 giugno da Schönbrunn Napoleone ordinò di raggruppare il II, V e VI Corpo sotto il comando di Soult per ricacciare Wellesley a Lisbona. Con questi ordini il II Corpo il 6 luglio passò l'Esla, con il 31° a Morales de Toro, Tuttavia Wellesley stava già puntando su Talavera de la Reina, dove Wellesley ottenne un altro successo, ma la marcia di Soult da Salamanca lo costrinse a ripassare il Tago e non puntare più su Madrid, l'8 agosto re Giuseppe ordinò a Soult di restare sulla difensiva, per coprire Madrid. A novembre Soult fu sostituito al comando del corpo da Heudelet, che contemporaneamente comandava anche la 3ª Divisione, in cui era inquadrato il 31º reggimento.
Il 30 luglio 1810 il 31° partì da Salamanca, per entrare in Estremadura, e passando successivamente in Castiglia, l'8 agosto rimase in riserva mentre il II Corpo prendeva il ponte sull'Arzobispo . Il 31 marzo 1810 Meunier prendeva il comando del reggimento e successivamente Reynier sostituiva Heudelet al comando del II Corpo. Il 17 aprile Napoleone ricostituì l'Armée de Portugal, al comando di Massena. Intanto, avendo l'Armée de Portugal, conquistato Ciudad Rodrigo (9 luglio 1811), il II Corpo passò il Tago ad Almaraz, col 31° leggero all'avanguardia (14 luglio), il 31° si portò a Cañaveral. Il piano Massena prevedeva, prima di dare la battaglia, di occupare Almeida, che venne conquistata il 28 agosto, il 15 settembre il 31° era a Porto da Carne (8 km a NW di Guarda), tuttavia, avendo seguito la strada per Viseu, Massena permise a Wellesley di concentrare le sue truppe sulla Buçaco (all'epoca Montagna di Alcoba) che sbarrava il passo all'avanzata francese su Coimbra. L'attacco alle posizioni di Buçaco, effettuato il 26 e 27 settembre 1810 fu condotto dalla fanteria francese su posizioni imprendibili. Il 31° attaccò il 26 gli avamposti di Santo Antonio del Cantaro, occupando tre mammelloni e sloggiandone i difensori. Il giorno successivo attaccò il 74th Highlanders e il 1/45th Foot, supportati dal 9° e 21º reggimento portoghesi, con l'artiglieria che alle 6 del mattino aprì il fuoco di supporto. L'avanguardia del 31° (1ª compagnia voltigeurs) fu completamente annientata dal fuoco del 74th, del 21° portoghese e di due cannoni portoghesi, ma il I/31 continuò l'attacco, sotto il tiro mitraglia di una batteria inglese, giungendo a contatto con l'8º reggimento portoghese che cedette e permise agli uomini del I/31° di schierarsi, tuttavia il resto del reggimento fu bloccato su uno stretto ponte di pietra, bersagliato dal tiro nemico. Quando gli alleati contrattaccarono, anche il I/31° cedette, tornando alle posizioni di partenza. Fra i morti della battaglia di Buçaco ci fu anche il colonnello Meunier.
Dopo la battaglia di Buçaco e la relativa ritirata il 31° svernò a Santarém, sulla linea del Torres Vedras, il 5 marzo il II Corpo si ritirò su Espinhal e successivamente su Celorico. A Seia il 20 giugno la retroguardia del II Corpo (comprendente anche il 31°) fu impegnata, senza effetti, dalla cavalleria inglese. Il 30 marzo 1811 il 31° accolse il nuovo colonnello, Céléstin André Vincent Gavoty, già nominato nel dicembre dell'anno precedente. Il 3 aprile Wellington attaccò il II Corpo costringendolo a ritirarsi coperto dal 31° leggero e dal 47° di linea. A Fuentes de Oñoro (5 maggio 1811) il II Corpo utilizzò il 31° leggero contro la 5th Divisione inglese e contro l'8º reggimento caçadores portoghese, in uno scambio di fucilate con gli inglesi che provocò solo 3 morti fra i piemontesi, tuttavia nella notte fra il 10 e l'11 maggio il 31° appoggiò l'esfiltrazione della guarnigione di Almeida attraverso il Ponte barba del Puerco, bloccando gli inseguitori al Ponte San Felice (oggi Ponte de los Franceses). Con il passaggio dell'Armée du Portugal al comando di Marmont (10 maggio 1811) il 31° fu assegnato alla 3ª Divisione, sotto il comando del generale Claude François Ferey, il colonnello Gavoty il 4 giugno lasciò il comando per andare in pensione, il successore, colonnello Alessandro De Rege di Gifflenga, fu nominato solo il 18 ottobre, ma prese il comando effettivo solo l'8 gennaio 1812.
In seguito alla battaglia degli Arapiles la 3ª Divisione ebbe il compito di coprire la ritirata dell'armata, dopo il disastroso esito della battaglia stessa, la divisione fu schierata su un'unica linea, appoggiata dai quadrati dei battaglioni alle estremità della stessa. L'avanzata degli inglesi fu fermata fino ad un bosco di querce attraversato dalla strada per Alba, dove una cannonata uccise il comandante della divisione, Ferey, ma la linea fu attaccata di fianco dalla 5th Division, che scompaginò i reggimenti francesi. Solo il 31° rimase a tenere la posizione, isolato all'ala destra dello schieramento, sotto il comando di Piovani, il comandante di battaglione più anziano, che comunque era ferito. Piovani fece arretrare la linea di 250 metri, in modo da far coprire la linea dal boschetto di querce. Intanto gli altri reggimenti della 3ª divisione si erano dati alla fuga e, solo dopo aver passato il Ponte di Alba riuscirono a riorganizzarsi. Alcadere della notte il 31° si ritirò fino al Ponte di Alba, dove si schierò a difesa del passaggio, che attraversò solo il mattino successivo, sotto la pressione inglese.
Il comando del 31° fu assunto il 3 novembre 1812 dal colonnello Dominique P. Cambriels, mentre la 3ª Divisione passò al comando del generale Eloi Charlemagne Tupin.
Il IV Battaglione Cacciatori del 31° operò dal novembre 1811 al dicembre 1812 nella zona di Vitoria e subì vari attacchi dai guerriglieri locali. A partire dall'inizio del 1813 il 31° nel Pays Vasco e in Navarra partecipò ad azioni di controguerriglia, fra l'altro partecipando alla cattura del comandante Mina il 22 aprile 1813.

### Il 31° nella difesa della Francia
Il 21 giugno 1813 si svolgeva battaglia di Vitoria, a cui il 31° non partecipò, ma che segnò il crollo del fronte francese nei Paesi Baschi, nella ritirata che ne seguì il 31° rimase di guardia al passo del Somport. Tuttavia due compagnie del 31° restavano nel forte del Pancorbo, diviso in due guarnigioni: Santa Marta, presa dagli spagnoli il 29 giugno e Santa Engracia, presa, sempre dagli spagnoli il giorno successivo. Con l'integrazione dei tutte le forze francesi al comando di Soult la 3ª Divisione (Taupin) fu rinominata 8ª Divisione. A Sorauen il 31° partecipò alla battaglia, ma venne respinto sanguinosamente, mentre tentava di assalire dal basso la brigata Ross inglese e portoghese. In seguito alla sconfitta l'Armata fu ricacciata oltre i Pirenei e si attestò sulla linea della Bidasoa, ma Soult organizzò una nuova offensiva a fine agosto, che tuttavia fallì. Il 7 ottobre Wellington passò la Bidasoa, minacciando da ovest le posizioni della Divisione Taupin, la divisione era fronteggiata da tre divisioni alleate. Alle 7:25 dell'8 ottobre ebbe inizio l'attacco sulle posizioni del 31°, le cui avanguardie si ritirarono sul grosso per evitare l'accerchiamento, mentre alla sua sinistra cedevano le altre unità francesi. A questo punto cedette anche il 31° che si ritirò in disordine inseguito dagli inglesi. Il 10 novembre Wellington, sfruttando il terreno, attaccò nuovamente la linea francese e il 31° fu costretto a ritirarsi oltre il Nivelle, sul Nive. La Divisione di Tupin fu sciolta e il 31° fu trasferito alla 2ª Divisione (generale Darmagnac). Il 9 dicembre Wellington, proseguendo i suoi attacchi, assalì anche la linea del Nive, costringendo la Divisione Darmagnac a ritirarsi su Villefranque e successivamente su Bayonne, il 31° si ritirò combattendo contro la Brigata Douglas (portoghese), il 14 dicembre la brigata in cui era inserito il 31° rifiutò di attaccare, in condizioni assolutamente sfavorevoli gli inglesi.
Il 29 gennaio 1814 prendeva il comando dei battaglioni di guerra del reggimento Costantinos Dionysios Vurvakis, noto come Bourbaki. La Divisione Darmagnac, schierata verso il centro dell'Armata, fu attaccata dalla Brigata Keane sostenuta da due reggimenti spagnoli e uno portoghese. La divisione fu costretta a ritirarsi sotto il fuoco nemico. Il 19 marzo la Divisione Darmagnac sostenne due combattimenti in retroguardia dietro a Vic en Bigorre, continuando poi la ritirata fino a Tolosa, dove la Divisione Darmagnac contese alle avanguardie inglesi il ponte sul Touch a Tournefeuille. Il 10 aprile, quattro giorni dopo l'abdicazione di Napoleone, il 31° prese parte alla battaglia di Tolosa, fornendo la guarnigione per il Convento dei Minimi, sulla via per Montauban, che venne attaccato dalla Brigata Kempt della Light Division, dove il 31° resse per tutta la giornata del 10 aprile, il giorno successivo, per non essere assediato a Tolosa Soult, si ritirò verso Carcassonne.
Il 12 maggio 1814 il 31° era sciolto dal ricostituito Regno di Francia. A parte i congedati 655 fra sottufficiali e comuni furono rimandati nel Regno di Sardegna per continuare il servizio nella nuova Armata Sarda, dove formarono il Battaglione Cacciatori Piemontesi e l'11 agosto sfilarono a Torino.
Nei Cento giorni Napoleone tentò di ricostituire i reggimenti a reclutamento estero che avevano già servito nella Grande Armée, ma riuscì a ricostituire, prima di Waterloo, solo un reggimento svizzero e uno polacco. Il 31° fu ricostruito solo sulla carta, ma non venne mai impiegato in battaglia

## Il 31° nella cultura di massa
La figura di Giacomo Filippo Gazzola, calzolaio del reggimento, che, dopo il congedo, rientrò a La Roche-sur-Yon ha ispirato un fumetto (Et Napoléon crea La-Roche-sur-Yon) pubblicato nel 2013 da Vagabondage.
Il 31° ha una citazione anche in Sharper's Havoc di Bernard Coenwell (in italiano Sharpe all'attacco, edito da Longanesi - 2007), in quanto tende un'imboscata al reparto di Sharpe, in cui cade un compagno d'armi di Sharpe stesso.